# U-562
| U-562                      | U-562                                                          | U-562                                                          |
| -------------------------- | -------------------------------------------------------------- | -------------------------------------------------------------- |
|                            |                                                                |                                                                |
|                            |                                                                |                                                                |
|                            |                                                                |                                                                |
| Під прапором               | Третій рейх                                                    | Третій рейх                                                    |
| Спуск на воду              | 24 січня 1941 року                                             | 24 січня 1941 року                                             |
| Виведений зі складу флоту  | 19 лютого 1943 року                                            | 19 лютого 1943 року                                            |
| Сучасний статус            | затоплений                                                     | затоплений                                                     |
| Проєкт                     |                                                                |                                                                |
| Тип ПЧ                     | Торпедний ДПЧ                                                  | Торпедний ДПЧ                                                  |
| Основні характеристики     |                                                                |                                                                |
| Швидкість (надводна)       | 17,7 вузлів                                                    | 17,7 вузлів                                                    |
| Швидкість (підводна)       | 7,6 вузлів                                                     | 7,6 вузлів                                                     |
| Робоча глибина занурення   | 100 м                                                          | 100 м                                                          |
| Гранична глибина занурення | 220 м                                                          | 220 м                                                          |
| Екіпаж                     | 44 осіб                                                        | 44 осіб                                                        |
| Розміри                    |                                                                |                                                                |
| Довжина найбільша (по КВЛ) | 67,1 м                                                         | 67,1 м                                                         |
| Ширина корпусу найб.       | 6,2 м                                                          | 6,2 м                                                          |
| Висота                     | 9,6 м                                                          | 9,6 м                                                          |
| Середня осадка (по КВЛ)    | 4,70 м                                                         | 4,70 м                                                         |
| Водотоннажність надводна   | 769 т                                                          | 769 т                                                          |
| Озброєння                  |                                                                |                                                                |
| Артилерія                  | одна палубна гармата калібру 88-мм, одна 20-мм зенітна гармата | одна палубна гармата калібру 88-мм, одна 20-мм зенітна гармата |
| Торпедно- мінне озброєння  | 4 носових і один кормовий ТА. 14 торпед або 26 мін             | 4 носових і один кормовий ТА. 14 торпед або 26 мін             |

U-562 — німецький підводний човен типу VIIC, часів  Другої світової війни.
Замовлення на будівництво човна було віддане 16 жовтня 1939 року. Човен був закладений на верфі суднобудівної компанії «Blohm + Voss» у Гамбурзі 7 лютого 1940 року під будівельним номером 538, спущений на воду 24 січня 1941 року, 20 березня 1941 року увійшов до складу 1-ї флотилії. Також за час служби входив до складу 29-ї флотилії.
Човен зробив 10 бойових походів, в яких потопив 6 (загальна водотоннажність 37 287 брт) та пошкодив 1 судно.
Потоплений 19 лютого 1943 року в Середземному морі північно-східніше Бенгазі (32°57′ пн. ш. 20°54′ сх. д. / 32.950° пн. ш. 20.900° сх. д.) глибинними бомбами британських есмінців «Ісіс» та «Харслі» після виявлення британським бомбардувальником «Веллінгтон». Всі 49 членів екіпажу загинули.

## Командири
- Оберлейтенант-цур-зее Гервіг Колльманн (20 березня — 3 вересня 1941)
- Капітан-лейтенант Горст Гамм (4 вересня 1941 — 19 лютого 1943)

## Потоплені та пошкоджені кораблі[3]
| Назва         | Тип                    | Належність      | Дата            | Тоннаж (БРТ) | Вантаж                       | Статус     | Місце                                                       |
| Erna III      | торгове судно          | Велика Британія | 22 вересня 1941 | 1 590        | Баласт                       | потоплено  | 61°45′ пн. ш. 35°15′ зх. д. / 61.750° пн. ш. 35.250° зх. д. |
| Empire Wave   | озброєне торгове судно | Велика Британія | 2 жовтня 1941   | 7 463        | Баласт                       | потоплено  | 59°08′ пн. ш. 32°26′ зх. д. / 59.133° пн. ш. 32.433° зх. д. |
| Grelhead      | танкер                 | Велика Британія | 2 грудня 1941   | 4 274        | 6 900 т залізної руди        | потоплено  | 35°21′ пн. ш. 03°26′ зх. д. / 35.350° пн. ш. 3.433° зх. д.  |
| Alliance      | буксир                 | Велика Британія | 29 квітня 1942  | 81           |                              | потоплено  | 35°09′ пн. ш. 33°56′ сх. д. / 35.150° пн. ш. 33.933° сх. д. |
| Terpsithea    | риболовне судно        | Велика Британія | 29 квітня 1942  | 157          |                              | потоплено  | 35°09′ пн. ш. 33°56′ сх. д. / 35.150° пн. ш. 33.933° сх. д. |
| Adinda        | танкер                 | Нідерланди      | 14 липня 1942   | 3 359        | Баласт                       | пошкоджено | 33°33′ пн. ш. 35°10′ сх. д. / 33.550° пн. ш. 35.167° сх. д. |
| «Стратгаллан» | транспортне судно      | Велика Британія | 21 грудня 1942  | 23 722       | Війська та військові вантажі | потоплено  | 36°52′ пн. ш. 00°34′ зх. д. / 36.867° пн. ш. 0.567° зх. д.  |